# IPad (thế hệ 7)
iPad (tên chính thức là iPad thế hệ thứ bảy và thường được gọi là iPad Giáo dục) là máy tính bảng được phát triển và tiếp thị bởi Apple Inc. Máy có màn hình Retina 10,2 inch, được trang bị con chip Apple A10 Fusion và là sản phẩm kế thừa cho iPad thế hệ thứ 6 9,7 inch. Thiết bị được ra mắt vào ngày 10 tháng 9 năm 2019 và được phát hành vào ngày 25 tháng 9 năm 2019.
iPad giờ đã hỗ trợ Apple Pencil thế hệ 1 và có cổng kết nối Smart Connector, hướng tới ngân sách và giáo dục.
Không giống như các mẫu iPad trước đây có màn hình 9,7 inch, thiết bị này là thiết bị đầu tiên trong dòng sản phẩm iPad cơ bản có kích thước màn hình lớn hơn 10,2 inch.

## Lịch sử
Tin đồn xoay quanh người kế nhiệm iPad thế hệ 6 bắt đầu xuất hiện vào nửa đầu năm 2019, khi bảy mẫu iPad được đăng ký trên Ủy ban Kinh tế Á-Âu, một cơ sở dữ liệu được biết là cung cấp gợi ý về các thiết bị sắp được Apple phát hành. Một trong đó được cho là chiếc iPad cấp mới, được cho là có những nâng cấp nhẹ về thiết kế so với iPad thế hệ 6. Một số nguồn tin đã tuyên bố rằng model mới sẽ có camera kép phía sau  và kích thước màn hình của nó có thể tăng lên 10,2 inch so với kích thước màn hình 9,7 inch của các mẫu iPad trước đây. Báo cáo từ BGR cũng tuyên bố rằng thiết bị có thể bắt đầu sản xuất hàng loạt vào tháng 7 năm 2019, với ngày phát hành dự đoán vào khoảng quý ba năm đó.
iPad sau đó đã được Apple ra mắt vào ngày 10 tháng 9 năm 2019, tại Nhà hát Steve Jobs với ngày phát hành dự kiến là 30 tháng 9 năm đó. Nó đã được công bố giá bán lẻ với mức giá khởi điểm là $329 tại Mỹ.. iPad đã được phát hành trên Apple Store trực tuyến vào ngày 25 tháng 9 năm 2019.

## Tiếp nhận
iPad này đã bị chỉ trích vì thiếu nâng cấp so với iPad thế hệ trước, đặc biệt là vẫn sử dụng chip Apple A10 Fusion như iPad trước đó. iPad này cũng bị chỉ trích vì phiên bản thấp nhất chỉ có dung lượng lưu trữ 32 GB nhưng nó được khen ngợi vì có 3 GB RAM, tăng 50% so với phiên bản trước và thời lượng pin ở mức khá. Do  IPad Gen 7 được trang bị CPU A10 Fusion đã quá hạn sử dụng từ lâu. Đây là con chip ra mắt vào tháng 9 năm 2016. Do đó, Apple buộc phải thay thế nó bằng con chip A12 Bionic ra mắt vào tháng 9/2018